# Xilosa

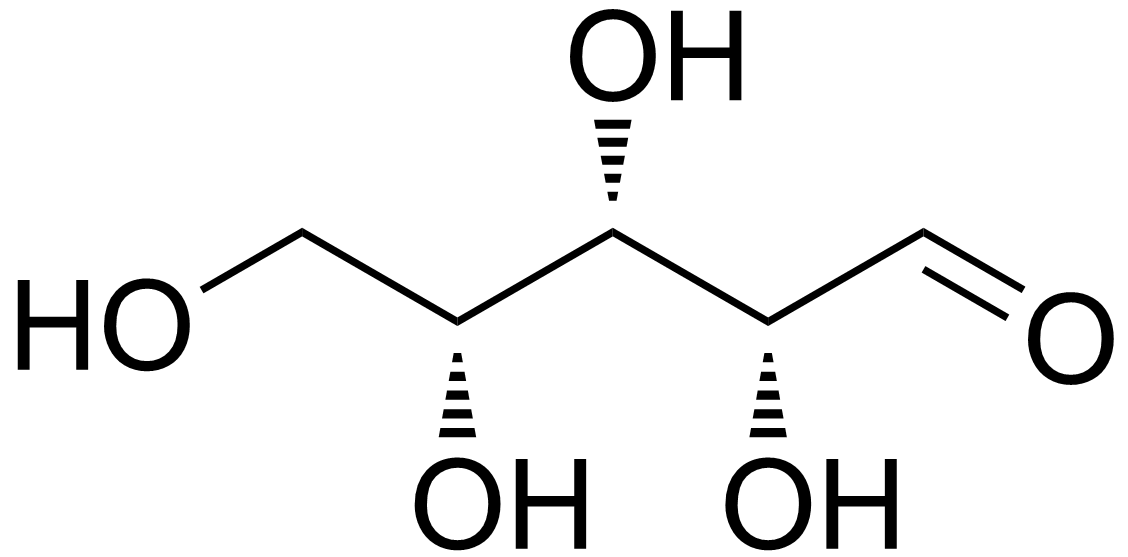
Forma lineal de la xilosa.

La xilosa (del grec xylos "fusta") és coneguda també com a sucre de fusta. És una aldopentosa, un monosacàrid que conté cinc àtoms de carboni i un grup aldehid (té un isòmer funcional anomenat xilulosa, i la seva fórmula química és C5H10O5). Té forma de pirà (hexàgon).

## Localització
La xilosa es troba àmpliament distribuïda en diferents matèries vegetals com ara la palla o la fusta (cirerer), on va ser aïllada per primera vegada per Koch el 1881. També es pot trobar en els teixits connectors com el pàncrees o el fetge.

## Funcions
La seva funció és principalment alimentària, ja que és un dels vuit sucres essencials per la nutrició humana, a més a més de la glucosa, la galactosa, la manosa, la N-acetilglucosamina, la N-acetilgalactosamina, la fructosa i l'àcid siàlic. També s'utilitza per fer proves de l'absorció intestinal en la medicina animal administrant aigua al pacient en dejú. Si la xilosa és detectada a la sang o a l'orina després de poques hores de realitzar la prova, significa que ha estat absorbida pels intestins.

## Tipus de sucre i estructura
La xilosa és el primer monosacàrid que s'afegeix a la serina o treonina en la O-glicosilació i, per tant, és el primer monosacàrid de la via biosintètica de la majoria de polisacàrids aniònics, com ara el sulfat d'heparan i el sulfat de condroitina. Amb el seu grup carbonil lliure, és un sucre reductor. La reducció de la xilosa per catàlisi produeix que substitueixi el xilitol.

## Característiques

### Identificador
- Nomenclatura: Xilosa
- Altres noms: Sucre de fusta

### Propietats
- Fórmula química: C5H10O5
- Massa molar: 150,13 g/mol
- Densitat: 1,525 g/cm3 (20 °C)
- Punt de fusió: 144-145 °C

### Components relacionats
- Aldopentoses relacionades: Arabinosa, ribosa, lixosa, xilulosa